# Werner Breithuber

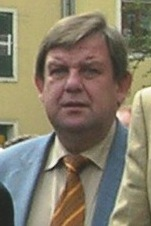
Werner Breithuber (2006)

Werner Breithuber (* 10. Oktober 1951 in Sankt Ulrich, Gemeinde Sankt Andrä) ist ein österreichischer Politiker (SPÖ) und Beamter. Breithuber war von 2003 bis 2015 Abgeordneter zum Landtag Steiermark. Von 1976 bis 2012 war er im Gemeinderat von Seiersberg, von 1995 bis 29. Februar 2012 als Bürgermeister.

## Leben
Werner Breithuber erlernte nach dem Besuch der Pflichtschule den Beruf des Kfz-Mechanikers und absolvierte danach eine Unteroffiziersausbildung beim Österreichischen Bundesheer. Breithuber ist Beamter des Bundesministeriums für Landesverteidigung, jedoch auf Grund seiner politischen Karriere ohne Bezüge außer Dienst gestellt.

## Politik
Politisch engagierte er sich ab 1982 als Gemeinderat in Seiersberg, hatte zwischen 1985 und 1995 das Amt des Vizebürgermeisters inne und übernahm 1995 schließlich das Amt des Bürgermeisters. Seit dem 8. April 2003 vertrat er zudem die SPÖ im Landtag und war dabei Bereichssprecher für Sicherheit und Einsatzorganisationen des SPÖ-Landtagsklubs. Zudem war er zwischen 1984 und 1994 FSG-Personalvertreter im österreichischen Bundesheer und hat die Funktion eines Vorstandsmitglieds in der SPÖ Graz-Umgebung inne.